# Atletismo nos Jogos Paralímpicos de Verão de 2012 - 5000 m masculino
As competições dos 5000 metros masculino do atletismo nos Jogos Paralímpicos de Verão de 2012 foram disputadas entre os dias 31 de agosto e 7 de setembro no Estádio Olímpico de Londres, na capital britânica. Participaram desse evento atletas divididos em 3 classes diferentes de deficiência.

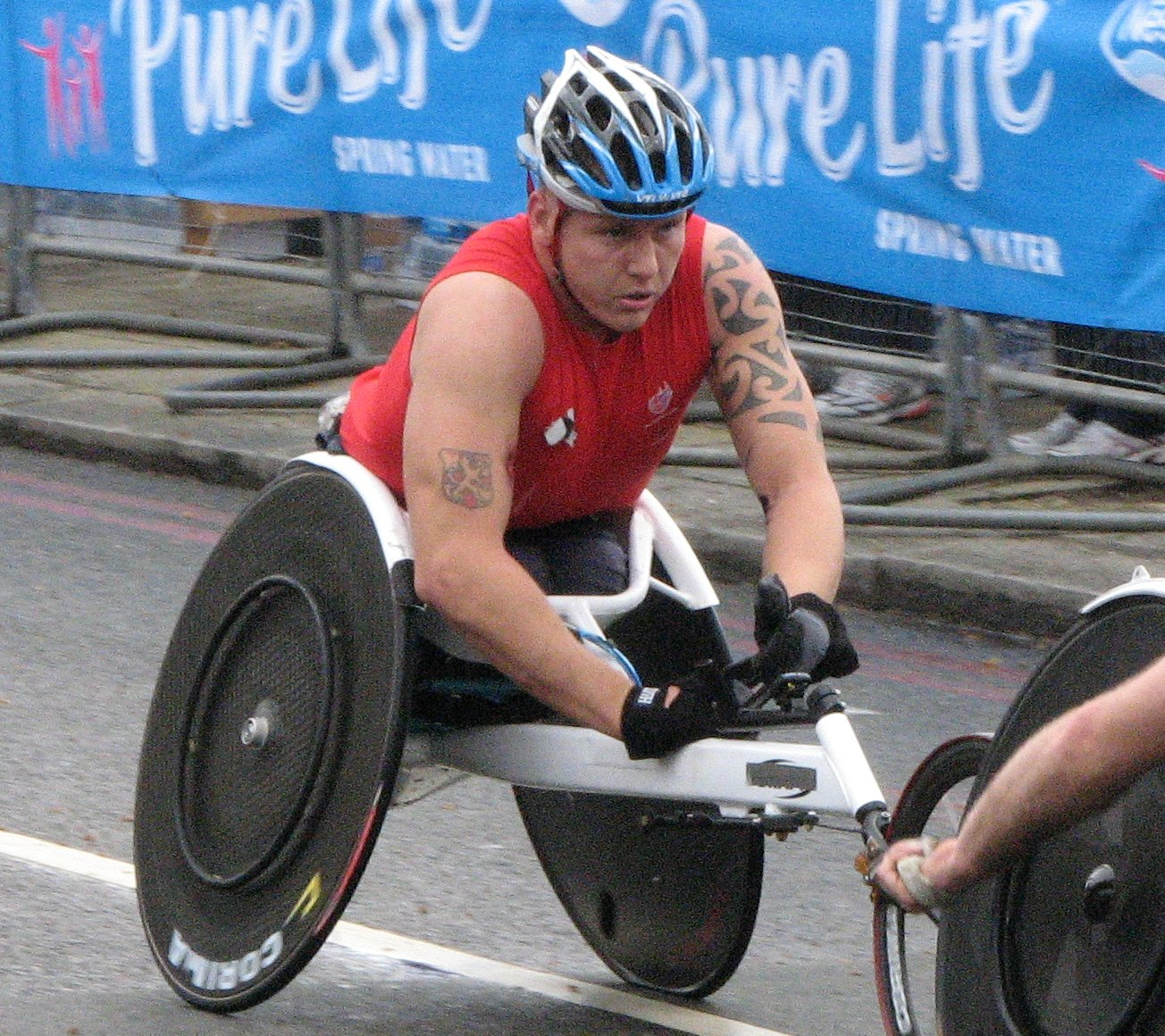
O inglês David Weir conquistou a medalha de ouro nos 5000 m classe T54.

## Medalhistas

### Classe T11
| Ouro   | CHI Cristian Valenzuela / James Boit (guia)      |
| Prata  | CAN Jason Joseph Dunkerley / Josh Karanja (guia) |
| Bronze | JPN Shinya Wada                                  |

### Classe T12
| Ouro   | MAR El Amin Chentouf |
| Prata  | TUN Abderrahim Zhiou |
| Bronze | KEN David Devine     |

### Classe T54
| Ouro   | GBR David Weir    |
| Prata  | AUS Kurt Fearnley |
| Bronze | FRA Julien Casoli |

## Calendário
| E | Eliminatórias | ½ | Semifinais | F | Final |

| Evento/Data | Sex 31 | Sex 31 | Sáb 1 | Sáb 1 | Dom 2 | Dom 2 | Seg 3 | Seg 3 | Ter 4 | Ter 4 | Qua 5 | Qua 5 | Qui 6 | Qui 6 | Sex 7 | Sex 7 |
| ----------- | ------ | ------ | ----- | ----- | ----- | ----- | ----- | ----- | ----- | ----- | ----- | ----- | ----- | ----- | ----- | ----- |
| 5000 m T11  |        |        |       |       |       |       |       |       |       |       |       |       |       |       | F     | F     |
| 5000 m T12  |        |        |       |       |       |       | F     | F     |       |       |       |       |       |       |       |       |
| 5000 m T54  | E      | E      |       |       | F     | F     |       |       |       |       |       |       |       |       |       |       |

## T11
| Pos.              | Atleta                                                | País              | Tempo    | Notas                |
| ----------------- | ----------------------------------------------------- | ----------------- | -------- | -------------------- |
| Medalha de ouro   | Cristian Valenzuela Guia: Cristopher Guajardo         | CHI Chile         | 15:26.26 | Recorde pessoal      |
| Medalha de prata  | Jason Joseph Dunkerley Guia: Josh Karanja             | CAN Canadá        | 15:34.07 | Recorde pessoal      |
| Medalha de bronze | Shinya Wada                                           | JPN Japão         | 15:55.26 | Recorde asiático     |
| 4                 | Francis Thuo Karanja Guia: James Kuria Karanja        | KEN Quênia        | 15:56.67 | Recorde pessoal      |
| 5                 | Nuno Alves                                            | POR Portugal      | 16:06.28 | Recorde da temporada |
| 6                 | Jan Nehro Guia: Duane Fortuin                         | RSA África do Sul | 16:09.51 | Recorde da temporada |
| 7                 | Mikael Andersen Guia: Laust Bengtsen                  | DEN Dinamarca     | 16:11.47 | Recorde pessoal      |
| 8                 | Luis Zapien Rosas Guia: Juan Carlos Mariscal Rivera   | MEX México        | 16:27.46 | Recorde da temporada |
| 9                 | Ricardo Vale Guia: Paulo Ramos                        | POR Portugal      | 16:32.91 | Recorde da temporada |
| 10                | Immanuel Kipkosgei Cheruiyot Guia: Robert Tarus       | KEN Quênia        | 16:39.73 | Recorde da temporada |
| 11                | Ricardo de Pedraza Losa Guia: Oriol Sellares Martinez | ESP Espanha       | 16:42.11 |                      |
| 12 !              | Wilson Bii Guia: Jacob Kener                          | KEN Quênia        | DNF      |                      |
| 13 !              | Odair Santos Guia: Samuel Souza do Nascimento         | BRA Brasil        | DNS      |                      |

## T12
| Pos.              | Atleta                               | País          | Tempo    | Notas                |
| ----------------- | ------------------------------------ | ------------- | -------- | -------------------- |
| Medalha de ouro   | El Amin Chentouf                     | MAR Marrocos  | 13:53.76 | Recorde mundial      |
| Medalha de prata  | Abderrahim Zhiou                     | TUN Tunísia   | 14:19.97 | Recorde pessoal      |
| Medalha de bronze | Henry Kiprono Kirwa                  | KEN Quênia    | 14:20.76 | Recorde pessoal      |
| 4                 | Gustavo Nieves                       | ESP Espanha   | 14:22.93 | Recorde europeu      |
| 5                 | Tadashi Horikoshi                    | JPN Japão     | 14:48.89 | Recorde asiático     |
| 6                 | Alberto Suarez Laso                  | ESP Espanha   | 14:50.28 | Recorde pessoal      |
| 7                 | Nacer-Eddine Karfas                  | ALG Argélia   | 15:11.41 | Recorde da temporada |
| 8                 | Masahiro Okamura                     | JPN Japão     | 15:45.98 |                      |
| 9 !               | Jose Luis Santero Guia: Jorge Luchik | ARG Argentina | DQ       |                      |

## T54

### Eliminatórias

#### Eliminatória 1
| Pos. | Atleta                     | Tempo    | Notas |
| ---- | -------------------------- | -------- | ----- |
| 1    | FRA Julien Casoli          | 10:56.53 | Q     |
| 2    | AUS Kurt Fearnley          | 10:56.58 | Q     |
| 3    | THA Prawat Wahoram         | 10:56.74 | Q     |
| 4    | KOR Kim Gyu-Dae            | 10:56.94 | q     |
| 5    | JPN Jun Hiromichi          | 10:57.54 |       |
| 6    | ESP Roger Puigbo Verdaguer | 10:57.60 |       |
| 7    | MEX Martin Velasco Soria   | 10:58.97 |       |
| 8    | USA Adam Bleakney          | 11:48.00 |       |

#### Eliminatória 2
| Pos. | Atleta                     | Tempo    | Notas |
| ---- | -------------------------- | -------- | ----- |
| 1    | SUI Marcel Hug             | 11:31.78 | Q     |
| 2    | JPN Hiroyuki Yamamoto      | 11:32.16 | Q     |
| 3    | MEX Aaron Gordian Martínez | 11:32.27 | Q     |
| 4    | CAN Josh Cassidy           | 11:32.47 |       |
| 5    | FRA Alain Fuss             | 11:32.90 |       |
| 6    | AUS Natheniel Arkley       | 11:33.18 |       |
| 7    | USA Aaron Pike             | 11:33.74 |       |
| 8    | ESP Rafael Botello Jimenez | 11:33.80 |       |

#### Eliminatória 3
| Pos. | Atleta               | Tempo    | Notas |
| ---- | -------------------- | -------- | ----- |
| 1    | GBR David Weir       | 11:28.88 | Q     |
| 2    | CHN Liu Chengming    | 11:29.06 | Q     |
| 3    | KOR Hong Sukman      | 11:29.32 | Q     |
| 4    | UAE Mohammad Vahdani | 11:29.84 |       |
| 5    | POL Tomasz Hamerlak  | 11:30.69 |       |
| 6    | JPN Kota Hokinoue    | 11:30.77 |       |
| 7    | USA Krige Schabort   | 11:30.85 |       |
| 8    | FRA Denis Lemeunier  | 11:30.95 |       |
| 9    | CAN Alexandre Dupont | 11:31.10 |       |

### Final
| Pos.              | Atleta                     | Tempo    | Notas |
| ----------------- | -------------------------- | -------- | ----- |
| Medalha de ouro   | GBR David Weir             | 11:07.65 |       |
| Medalha de prata  | AUS Kurt Fearnley          | 11:07.90 |       |
| Medalha de bronze | FRA Julien Casoli          | 11:08.07 |       |
| 4                 | SUI Marcel Hug             | 11:08.16 |       |
| 5                 | THA Prawat Wahoram         | 11:08.55 |       |
| 6                 | KOR Kim Gyu-Dae            | 11:08.95 |       |
| 7                 | MEX Aaron Gordian Martínez | 11:09.54 |       |
| 8                 | CHN Liu Chengming          | 11:09.65 |       |
| 9                 | KOR Hong Sukman            | 11:10.23 |       |
| 10                | JPN Hiroyuki Yamamoto      | 11:10.78 |       |

Legenda
| Recorde mundial      | Recorde mundial (World record)               |                       | Recorde africano                      | Recorde africano (African) |                                           | Q | Classificado por posição (Qualified) |
| Recorde paralímpico  | Recorde paralímpico (Paralympic record)      | Recorde da América    | Recorde da América (Americas)         | q                          | Classificado por melhor tempo (Qualified) |   |                                      |
| Melhor marca do ano  | Melhor marca do ano (World leading)          | Recorde asiático      | Recorde asiático (Asian)              | DNS                        | Não largou (Did not start)                |   |                                      |
| Recorde nacional     | Recorde nacional (National record)           | Recorde europeu       | Recorde europeu (European)            | DNF                        | Não terminou (Did not finish)             |   |                                      |
| Recorde pessoal      | Recorde pessoal do atleta (Personal best)    | Recorde da Oceania    | Recorde da Oceania (Oceania)          | DSQ / DQ                   | Desclassificado (Disqualified)            |   |                                      |
| Recorde da temporada | Recorde da temporada do atleta (Season best) | Recorde sul-americano | Recorde sul-americano (South America) | NM                         | Sem marca (No mark)                       |   |                                      |